# Peña Telera
Peña Telera – szczyt w Pirenejach. Leży w Hiszpanią, w prowincji Huesca, w regionie Aragonia przy granicy z Francją. Należy do podgrupy Pireneje Środkowo-Zachodnie w Pirenejach Centralnych.
Pierwszego wejścia dokonał E. Wallon w 1877 r.